# Patrick Marleau
Patrick Denis Marleau (* 15. září 1979 v Aneroidu, Saskatchewan, Kanada) je bývalý kanadský profesionální hokejista.
Je rekordmanem NHL v počtu odehraných utkání.

## San Jose Sharks

### Léta 1997-2017
Marleau byl draftován San Jose Sharks v roce 1997, před ním se umístil pouze jeho pozdější spoluhráč Joe Thornton, kterého si vybral Boston Bruins. Marleau do té doby nastupoval za Seattle Thunderbirds v juniorské Western Hockey League. Již v sezoně 1997/98 si odbyl debut v NHL. San Jose před příchodem talentovaného hráče působilo v soutěži pouze šest let a během nich se jen dvakrát probojovalo do play off. S Marleauem v sestavě se kromě sezon 2002/03 a 2014/15 dostal klub do vyřazovacích bojů pokaždé. V sezonách 2003/04, 2009/10 a 2010/11 se Žralokům povedlo probojovat až do finále konference. Marleau je klubovým rekordmanem v počtu odehraných utkání, vstřelených branek a i nejproduktivnějším hráčem historie kalifornského klubu. V letech 2004, 2007 a 2009 se zúčastnil Utkání hvězd.
Žádný jiný hráč klubu nepůsobil v San Jose déle než Marleau, který v letech 2004–2009 zastával funkci kapitána týmu.
V průběhu ročníku 2010/11 se stal prvním hráčem v historii Sharks, který odehrál za mužstvo tisící utkání v základní části.
Na začátku sezony 2012/13 skóroval dvakrát ve všech čtyřech úvodních utkáních, tím se stal druhým hokejistou v dějinách soutěže, co dokázal vstřelit více než jeden gól během prvních čtyř zápasů (jeho předchůdcem byl v premiérové ligové sezoně 1917/18 útočník Ottawy Cy Denneny).
Na ledě Pittsburgh Penguins se 21. listopadu 2015 dvěma asistencemi přehoupl přes hranici 1000 bodů. Žraloci se na jaře 2016 probojovali do finále Stanley Cupu, kde ale podlehli Pittsburgh Penguins.

### Návraty v letech 2019 a 2020
Po vyplacení ze smlouvy v Carolině (viz níže) se připravoval s Joe Thorntonem na ročník 2019/20 s tím, že oba chtěli pokračovat v kariéře v San José, ovšem pod platovým stropem byl prostor pouze pro jednoho. Zatímco Thornton nový kontrakt dostal, o Marleuovi prohlásil generální manažer Doug Wilson, že s ním do mužstva nepočítá.
Po výsledkově mizerném vstupu Sharks do sezony, kdy klub prohrál úvodní čtyři utkání, se ale klub s Marleuem dohodl na roční smlouvě s platem 700 000 dolarů. V lednu proti Dallas Stars odehrál jako pátý hokejista v historii 1700. zápas v NHL, zároveň rozhodl svým gólem o výhře 2:1.
V únoru 2020 při uzávěrce přestupů zamířil do Pittsburgh Penguins, kde dohrál ročník. V létě pak Sharks ohlásili jeho návrat.
Pouze jeden hokejista v historii NHL odehrál více utkání za jeden klub, než Marleau za Sharks (Gordie Howe za Detroit Red Wings). Devatenáctého dubna 2021 jej ale překonal v celkovém počtu odehraných utkání.

## Toronto Maple Leafs
V červenci 2017 jako volný hráč podepsal tříletý kontrakt s klubem Toronto Maple Leafs, který mu zaručoval celkový výdělek 18,75 milionu dolarů. Po dvou sezonách byl vyměněn do Carolina Hurricanes, kde však nechtěl v kariéře pokračovat a dohodl se na vyplacení z posledního roku kontraktu.

## Reprezentace
V dresu reprezentace Kanady se na velké mezinárodní akci objevil poprvé v roce 1999, kdy po vyřazení Sharks v prvním kole play off posílil národní mužstvo na mistrovství světa v Norsku, kde se umístili Kanaďané na čtvrtém místě. Medaili si nepřivezl ani při dalším startu na MS 2001 v Německu, kde celek s javorovým listem na prsou skončil pátý. Poté, co se San José nedostalo do play off v roce 2003, nastoupil na světovém šampionátu ve Finsku, kde se stal mistrem světa. V létě 2004 byl součástí vítězného mužstva Kanady na Světovém poháru, kde ovšem nenastoupil. V roce 2005 se zúčastnil díky výluce NHL silně obsazeného mistrovství světa v Rakousku, kde po finálové prohře s Českou republikou získal kanadský výběr stříbrnou medaili. V roce 2010 se na olympijských hrách ve Vancouveru stal se svými spoluhráči olympijským vítězem. Byl účastníkem i na olympijských hrách v Soči 2014, kde Kanaďané obhájili zlaté medaile.

### Reprezentační statistiky
| 1999                 | Kanada               | MS                   | 7  | 1 | 2  | 3  | 0  |
| 2001                 | Kanada               | MS                   | 7  | 2 | 3  | 5  | 4  |
| 2003                 | Kanada               | MS                   | 9  | 0 | 4  | 4  | 4  |
| 2004                 | Kanada               | SP                   | 0  | 0 | 0  | 0  | 0  |
| 2005                 | Kanada               | MS                   | 9  | 2 | 2  | 4  | 4  |
| 2010                 | Kanada               | OH                   | 7  | 2 | 3  | 5  | 0  |
| 2014                 | Kanada               | OH                   | 6  | 0 | 4  | 4  | 2  |
| Mistrovství světa 4× | Mistrovství světa 4× | Mistrovství světa 4× | 32 | 5 | 11 | 16 | 12 |
| Olympijské hry 2×    | Olympijské hry 2×    | Olympijské hry 2×    | 13 | 2 | 7  | 9  | 2  |
| Světový pohár 1×     | Světový pohár 1×     | Světový pohár 1×     | 0  | 0 | 0  | 0  | 0  |

| Datum           | Místo                     | Soupeř    | Stav | Výsledek | Soutěž                         |
| --------------- | ------------------------- | --------- | ---- | -------- | ------------------------------ |
| 13. května 1999 | Lillehammer (Håkons Hall) | Česko     | 2–2  | 4–6 pr.  | MS 1999 - semifinále           |
| 2. května 2001  | Hannover (Preussag Arena) | Rusko     | 5–1  | 5–1      | MS 2001 - základní skupina     |
| 10. května 2001 | Hannover (Preussag Arena) | USA       | 1–0  | 3–4 pr.  | MS 2001 - čtvrtfinále          |
| 30. dubna 2005  | Innsbruck (Olympiahalle)  | Lotyšsko  | 4–4  | 6–4      | MS 2005 - základní skupina     |
| 8. května 2005  | Innsbruck (Olympiahalle)  | Finsko    | 3–3  | 3–3      | MS 2005 - osmifinálová skupina |
| 18. února 2010  | Vancouver (Rogers Arena)  | Švýcarsko | 2–0  | 3–2 s.n. | OH 2010 - základní skupina     |
| 26. února 2010  | Vancouver (Rogers Arena)  | Slovensko | 1–0  | 3–2      | OH 2010 - semifinále           |

## Klubové statistiky
- Debut v NHL - 1. října 1997 (SAN JOSE SHARKS - Edmonton Oilers)
- První gól v NHL - 19. října 1997 (Phoenix Coyotes - SAN JOSE SHARKS)
- První bod v NHL - 11. října 1997 (SAN JOSE SHARKS - Boston Bruins)

Gól vstřelil ve věku 18 let a 34 dní, je čtvrtým nejmladším střelcem v historii NHL
| Sezona     | Klub                       | Soutěž     | Základní část | Základní část | Základní část | Základní část | Základní část | Play off | Play off | Play off | Play off | Play off |
| Sezona     | Klub                       | Soutěž     | Z             | G             | A             | B             | TM            | Z        | G        | A        | B        | TM       |
| ---------- | -------------------------- | ---------- | ------------- | ------------- | ------------- | ------------- | ------------- | -------- | -------- | -------- | -------- | -------- |
| 1993/94    | Swift Current Legionnaires | SMHL       | 53            | 72            | 95            | 167           | —             | —        | —        | —        | —        | —        |
| 1994/95    | Swift Current Legionnaires | SMHL       | 31            | 30            | 22            | 52            | 18            | —        | —        | —        | —        | —        |
| 1995/96    | Seattle Thunderbirds       | WHL        | 72            | 32            | 42            | 74            | 22            | 5        | 3        | 4        | 7        | 4        |
| 1996/97    | Seattle Thunderbirds       | WHL        | 71            | 51            | 74            | 125           | 37            | 15       | 7        | 16       | 23       | 12       |
| 1997/98    | San Jose Sharks            | NHL        | 74            | 13            | 19            | 32            | 14            | 5        | 0        | 1        | 1        | 0        |
| 1998/99    | San Jose Sharks            | NHL        | 81            | 21            | 24            | 45            | 24            | 6        | 2        | 1        | 3        | 4        |
| 1999/00    | San Jose Sharks            | NHL        | 81            | 17            | 23            | 40            | 36            | 5        | 1        | 1        | 2        | 2        |
| 2000/01    | San Jose Sharks            | NHL        | 81            | 25            | 27            | 52            | 22            | 6        | 2        | 0        | 2        | 4        |
| 2001/02    | San Jose Sharks            | NHL        | 79            | 21            | 23            | 44            | 40            | 12       | 6        | 5        | 11       | 6        |
| 2002/03    | San Jose Sharks            | NHL        | 82            | 28            | 29            | 57            | 33            | —        | —        | —        | —        | —        |
| 2003/04    | San Jose Sharks            | NHL        | 80            | 28            | 29            | 57            | 24            | 17       | 8        | 4        | 12       | 6        |
| 2004/05    | Stávka hráčů               | NHL        | —             | —             | —             | —             | —             | —        | —        | —        | —        | —        |
| 2005/06    | San Jose Sharks            | NHL        | 82            | 34            | 52            | 86            | 26            | 11       | 9        | 5        | 14       | 8        |
| 2006/07    | San Jose Sharks            | NHL        | 77            | 32            | 46            | 78            | 33            | 11       | 3        | 3        | 6        | 2        |
| 2007/08    | San Jose Sharks            | NHL        | 78            | 19            | 29            | 48            | 33            | 13       | 4        | 4        | 8        | 2        |
| 2008/09    | San Jose Sharks            | NHL        | 76            | 38            | 33            | 71            | 18            | 6        | 2        | 1        | 3        | 8        |
| 2009/10    | San Jose Sharks            | NHL        | 82            | 44            | 39            | 83            | 22            | 14       | 8        | 5        | 13       | 8        |
| 2010/11    | San Jose Sharks            | NHL        | 82            | 37            | 36            | 73            | 16            | 18       | 7        | 6        | 13       | 9        |
| 2011/12    | San Jose Sharks            | NHL        | 82            | 30            | 34            | 64            | 26            | 5        | 0        | 0        | 0        | 4        |
| 2012/13    | San Jose Sharks            | NHL        | 48            | 17            | 14            | 31            | 24            | 11       | 5        | 3        | 8        | 2        |
| 2013/14    | San Jose Sharks            | NHL        | 82            | 33            | 37            | 70            | 18            | 7        | 3        | 4        | 7        | 2        |
| 2014/15    | San Jose Sharks            | NHL        | 82            | 19            | 38            | 57            | 12            | —        | —        | —        | —        | —        |
| 2015/16    | San Jose Sharks            | NHL        | 82            | 25            | 23            | 48            | 10            | 23       | 5        | 8        | 13       | 8        |
| 2016/17    | San Jose Sharks            | NHL        | 82            | 27            | 19            | 46            | 28            | 6        | 3        | 1        | 4        | 0        |
| 2017/18    | Toronto Maple Leafs        | NHL        | 82            | 27            | 20            | 47            | 16            | 7        | 4        | 1        | 5        | 4        |
| 2018/19    | Toronto Maple Leafs        | NHL        | 82            | 16            | 21            | 37            | 28            | 7        | 0        | 2        | 2        | 2        |
| 2019/20    | San Jose Sharks            | NHL        | 58            | 10            | 10            | 20            | 12            | —        | —        | —        | —        | —        |
| 2019/20    | Pittsburgh Penguins        | NHL        | 8             | 1             | 1             | 2             | 2             | 4        | 0        | 0        | 0        | 0        |
| 2020/21    | San Jose Sharks            | NHL        | 56            | 4             | 5             | 9             | 10            |          | —        | —        | —        | —        |
| NHL celkem | NHL celkem                 | NHL celkem | 1779          | 566           | 631           | 1197          | 527           | 195      | 72       | 55       | 127      | 81       |

## Zajímavost
Marleau nastřílel 72 branek v play off, což znamená historicky dělené 14. místo. Z hráčů nad ním nezískal Stanleyův pohár pouze Dino Ciccarelli (73).
- 19. dubna 2021 Patrick Marleau odehrál svúj 1768. zápas v kariéře a tím překonal Gordieho Howea, který jich má na kontě 1767. [21]

## Soukromí
Je od roku 2004 ženatý, má čtyři syny.